# Луги (заказник)
Лу́ги — лісовий заказник місцевого значення в Україні. Розташований у межах Ічнянського району Чернігівської області, неподалік від сіл Грабів і Буди. 
Площа 237 га. Статус присвоєно згідно з рішенням Чернігівського облвиконкому від 23.09.1991 року № 215. Перебуває у віданні ДП «Прилуцьке лісове господарство» (Камінське л-во, кв. 11-20). 
Статус присвоєно для збереження лісового масиву, у деревостані якого — береза, дуб, вільха чорна. Є невеликі ділянки з насадженнями сосни. 
Заказник «Луги» входить до складу Ічнянського національного природного парку.